# Nieden
Nieden là một đô thị ở huyện Vorpommern-Greifswald (trước thuộc huyện Uecker-Randow), bang Mecklenburg-Vorpommern, Đức. Đô thị này có diện tích 6,49 km², dân số thời điểm ngày 31 tháng 12 năm 2006 là 191 người.